# Filip Šušnjara
Filip Šušnjara (Osijek, 7. travnja 1976.) hrvatski je umirovljeni nogometaš.
Od 1999. do 2003. nastupao je za klub Standard Liège, a potom se vratio u NK Osijek gdje brani do 2009. godine kada završava karijeru i počinje raditi u nogometnoj skoli Osijeka gdje i dan danas trenira mlade vratare od limaca do juniora.